# Нойгауз-ам-Інн
Нойгауз-ам-Інн (нім. Neuhaus am Inn) — громада в Німеччині, знаходиться в землі Баварія. Підпорядковується адміністративному округу Нижня Баварія. Входить до складу району Пассау.
Площа — 30,90 км2. Населення становить 3431 ос. (станом на 31 грудня 2020).